# Овчаренко Максим Леонідович
Максим Леонідович Овчаренко (*13 квітня, 1992, Чернівці, Україна) — український триатлет.

## Досягнення
4 місце на етапі Кубку Європи серед юніорів 2011 року у місті Пенза.